# Minister van staat (België)
Minister van staat is een eretitel die in België wordt verleend, bij koninklijk besluit, aan personen die zich bijzonder verdienstelijk hebben gemaakt in het openbaar leven. Meestal wordt de titel verleend aan prominente politici, die ook van enig staatsmanschap blijk hebben gegeven.

## Benoeming
De benoeming tot minister van staat gebeurt door 'de koning', dit wil zeggen de uitvoerende macht, meer bepaald de koning en de eerste minister, die daarin een grote vrijheid heeft. Zo werd Roger Lallemand, die samen met Lucienne Herman-Michielsens de mede-indiener was van de abortuswet en hiermee het vorstenhuis in verlegenheid bracht (de zogeheten abortuskwestie), toch tot minister van staat benoemd.
Ministers in functie worden doorgaans niet tot minister van staat benoemd, omdat zij door hun functie reeds deel zouden uitmaken van een Kroonraad. De traditionele politieke partijen plegen hierover overleg teneinde een bepaald politiek evenwicht te bereiken, zodat ook ministers van staat worden benoemd die niet met de regerende coalitie verbonden zijn (bijvoorbeeld Miet Smet).
De benoeming tot minister van staat is voor het leven. Politieke schandalen of zelfs een gerechtelijke veroordeling (al dan niet met een inperking van burgerrechten), hebben hierop geen invloed (zie bijvoorbeeld Guy Spitaels en Willy Claes).

## Belang van de titel
De onderscheiding minister van staat is een eretitel waar geen geldelijke voordelen of ambtelijke verplichtingen aan verbonden zijn. Wel mogen de betrokkenen, als ze het wensen, gebruikmaken van een A-kentekenplaat voor hun voertuig. Bij hun uitvaart kan ook de militaire eer bewezen worden en een vertegenwoordiger van de koning verwacht worden.

## Kroonraad
Hoewel de titel "minister van staat" enkel een eretitel is en dus geen eigenlijke bevoegdheden verleent, kan in ernstige crisissituaties het advies van de ministers van staat worden ingewonnen door de koning en de ministers. De ministers van staat worden in dat geval opgeroepen om samen met de ministers en onder voorzitterschap van de Koning te vergaderen, dit noemt men dan een Kroonraad.

## Lijst van ministers van staat
Dit zijn de nog levende ministers van staat volgens datum van benoeming:
Benoemd door koning Boudewijn
- 02-12-1983 · Willy Claes
- 26-05-1992  · Philippe Busquin

Benoemd door koning Albert II
- 30-01-1995 · Guy Verhofstadt
- 30-01-1995 · Louis Tobback
- 30-01-1995 · Annemie Neyts-Uyttebroeck
- 30-01-1995 · Magda Aelvoet
- 30-01-1995 · Louis Michel
- 30-01-1995 · José Daras
- 30-01-1995 · Gérard Deprez
- 03-06-1998 · Herman De Croo
- 17-07-1998 · François-Xavier de Donnea
- 18-11-1998 · Mark Eyskens
- 28-01-2002 · Elio Di Rupo
- 28-01-2002 · Raymond Langendries
- 28-01-2002 · Patrick Dewael
- 28-01-2002 · Jos Geysels
- 28-01-2002 · Karel De Gucht
- 26-01-2004 · Herman Van Rompuy
- 26-01-2004 · Charles Picqué
- 26-01-2004 · Philippe Monfils
- 26-01-2004 · Étienne Davignon
- 30-01-2006 · Johan Vande Lanotte
- 30-11-2009 · Frank Vandenbroucke
- 07-12-2009 · Melchior Wathelet
- 07-12-2009 · André Flahaut
- 07-12-2011 · Yves Leterme
- 20-07-2013 · Jacques van Ypersele de Strihou

Benoemd door koning Filip
- 02-11-2017 · Frans van Daele
- 31-10-2019 · Charles Michel